# بخش میان‌آب
بخش میان‌آب (ميناو) یکی از بخش‌های شهرستان شوشتر در استان خوزستان ایران است. مرکز این بخش شهر عرب حسن است.

## جمعیت
براساس سرشماری مرکز آمار ایران در سال ۱۳۹۵، جمعیت بخش میان‌آب ۳۲۱۷۷ نفر بوده‌است.

## تقسیمات کشوری
- بخش ميان‌آب جنوبی
- بخش ميان آب شمالى